# Футбольная ассоциация Кореи
Футбольная ассоциация Кореи (кор. 대한축구협회, 大韓蹴球協會, англ. Korea Football Association) — руководящий орган футбола и футзала в Республике Корея. Она курирует профессиональный, полупрофессиональный и любительский футбол в стране. Основана в 1933 году, вступила в ФИФА в 1948 году и в АФК в 1954 году.

## История
В 1921 году был проведен первый Всеобщий футбольный турнир Чосона, а в 1933 году была создана Футбольная ассоциация Кореи (после основания Ассоциации футбольных арбитров Чосона в 1928 году). Это заложило основу для распространения и развития футбола в стране. Первым президентом ассоциации стал Пак Сын Бин, которому поручили задачу продвижения и организации футбола в Корее.  
В 1948 году, после образования Республики Корея, Футбольная ассоциация Кореи была восстановлена и в том же году стала членом ФИФА, международного руководящего органа футбола. В 1954 году ассоциация присоединилась к Азиатской футбольной конфедерации.  
28 марта 2023 года ассоциация попыталась амнистировать 100 человек, ранее связанных с футболом, включая 48 участников договорных матчей. Однако, столкнувшись с резкой критикой болельщиков и журналистов, ассоциация отменила это решение через три дня.

## Руководство
- Президент: Чон Мон Гю[англ.]
- Вице-президенты: Ким Чжон Бэ, Хан Чжун Хи, Чан Ву Рён, Вон Ён Щин, Ха Сок Чжу, Чхве Ён Иль, Ли Сок Чжэ
- Руководители отделов: Чон Хэ Сон (соревнования), Михаэль Мюллер (развитие), Ли Лим Сэн (технический отдел), Со Джин (справедливость), Со Дон Вон (медицинский отдел), Ли Юн Нам (этический отдел), Ким Тхэ Ён (социальные вопросы), Ли Чжон Мин (арбитраж)
- Казначей: Ли Тхэ Хо
- Административный инспектор: Сон Хо Ён

## Национальные сборные
Источник: сайт ассоциации

### Мужские сборные
- Сборная Республики Корея по футболу
- Олимпийская сборная Республики Корея по футболу
- Сборная Республики Корея по футболу (до 20 лет)
- Сборная Республики Корея по футболу (до 17 лет)
- Сборная Республики Корея по футболу (до 14 лет)
- Студенческая сборная Республики Корея
- Сборная Республики Корея по мини-футболу

### Женские сборные
- Женская сборная Республики Корея по футболу
- Женская сборная Республики Корея по футболу (до 20 лет)
- Женская сборная Республики Корея по футболу (до 17 лет)
- Женская сборная Республики Корея по футболу (до 14 лет)
- Женская студенческая сборная Республики Корея

### Расформированная сборная
- Национальная сборная Республики Корея по пляжному футболу